# Collothecidae
Collothecidae är en familj av hjuldjur. Enligt Catalogue of Life ingår Collothecidae i ordningen Collothecacea, klassen Eurotatoria, fylumet hjuldjur och riket djur, men enligt Dyntaxa är tillhörigheten istället ordningen Collothecacea, klassen Monogononta, fylumet hjuldjur och riket djur. Enligt Catalogue of Life omfattar familjen Collothecidae 47 arter. 
Kladogram enligt Catalogue of Life och Dyntaxa:
| Collothecidae | \| \| Collotheca \| \| \| \| \| \| Stephanoceros \| \| \| \| |
|               | \| \| Collotheca \| \| \| \| \| \| Stephanoceros \| \| \| \| |
|               | Atrochidae                                                   |
|               |                                                              |
|               | Collotheca                                                   |
|               |                                                              |
|               | Stephanoceros                                                |
|               |                                                              |

|  | Collotheca    |
|  |               |
|  | Stephanoceros |
|  |               |

## Bildgalleri

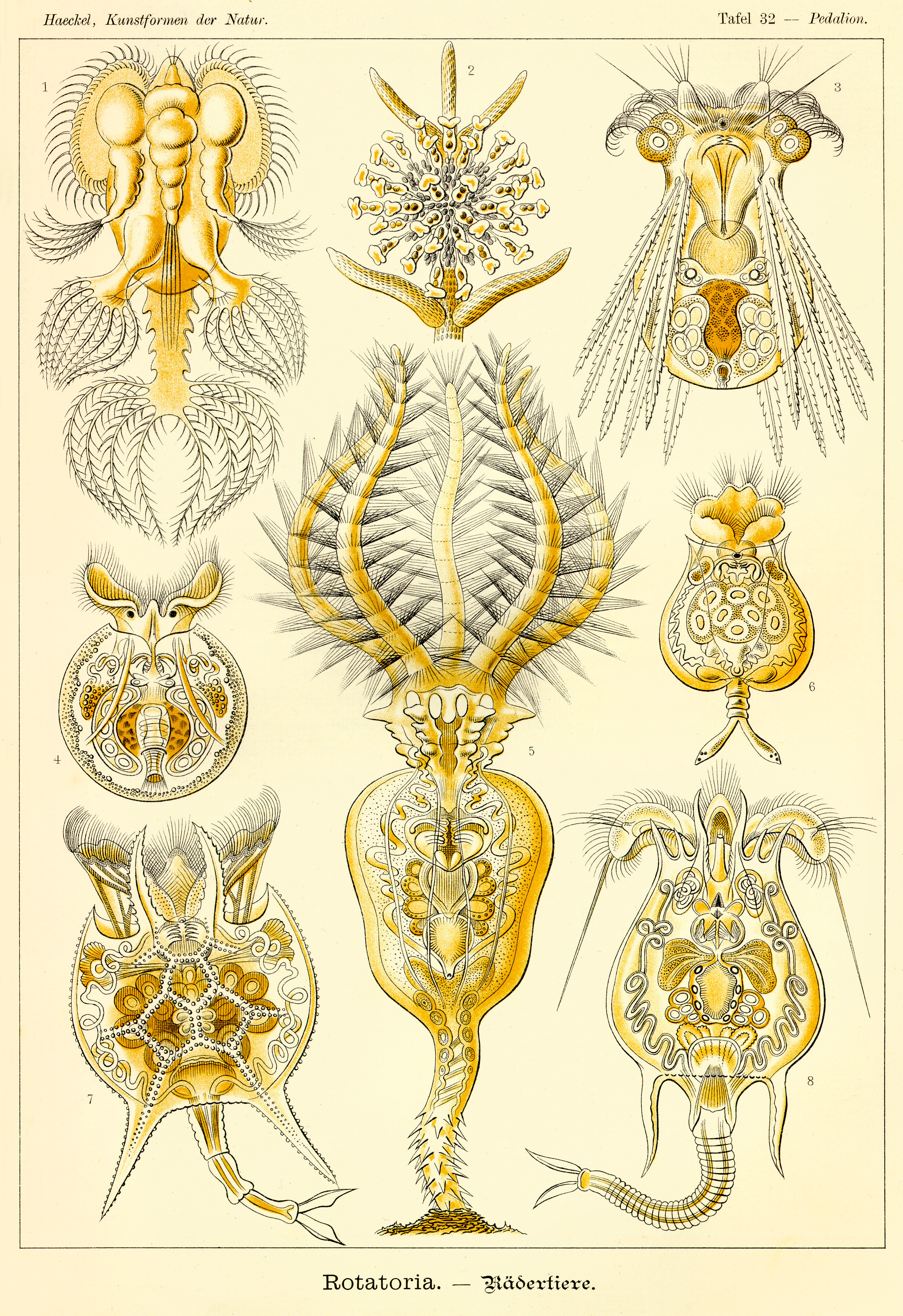